# Hatebeak
Hatebeak est un groupe américain de grindcore, originaire de Baltimore, Maryland.

## Histoire
Le groupe est formé par Blake Harrison et Mark Sloan, avec Waldo (né en 1991), un perroquet gris. Hatebeak serait le premier groupe à avoir un chanteur aviaire. Ils ne partent jamais en tournée pour ne pas angoisser Waldo. Hatebeak est signé chez Reptilian Records. Ils sortent l'album Number of the Beak le 26 juin 2015, par l'intermédiaire de Reptilian Records.
Le son du groupe est décrit comme « un marteau-piqueur broyé dans un compacteur ». Le magazine Aquarius Records qualifie Hatebeak de « death metal furieux et explosif » Hatebeak enregistre son deuxième album avec Caninus, un groupe dont les chanteurs principaux étaient deux chiens. L'objectif de Hatebeak est de « relever la barre de la musique extrême ». 

## Discographie
- 2004 : Beak of Putrefaction (split avec Longmont Potion Castle)
- 2005 : Bird Seeds of Vengeance (split avec Caninus)
- 2007 : The Thing That Should Not Beak (split avec Birdflesh)
- 2015 : The Number of the Beak
- 2018 : Birdhouse By The Cemetery (split avec Boar Glue)